# 2024-25 V.LEAGUE WOMEN
2024-25 V.LEAGUE WOMEN（ブイリーグ・ウィメン）は、2024年秋季開幕のSV.LEAGUEの女子セカンドディビジョンである。
本大会はVライセンスを保有する11チームが参加する。

## 出場チーム
- アルテミス北海道（ホームタウン：北海道札幌市 ホームアリーナ：北ガスアリーナ札幌46）[1]
- リガーレ仙台（宮城県仙台市 元気フィールド仙台体育館）
- 東京サンビームズ（旧GSS東京サンビームズ）（東京都中央区 中央区立総合スポーツセンター）
- 信州ブリリアントアリーズ（旧ルートインホテルズブリリアントアリーズ）（長野県上田市 上田市自然運動公園総合体育館）SV準加盟認定
- JAぎふリオレーナ（岐阜県岐阜市 OKBぎふ清流アリーナ）
- ブレス浜松（静岡県浜松市 浜松アリーナ）SV準加盟認定
- ヴィアティン三重（三重県津市 津市安濃中央総合公園内体育館）
- 倉敷アブレイズ（岡山県倉敷市 水島緑地福田公園体育館）
- 広島オイラーズ（旧大野石油広島オイラーズ）（広島県広島市 猫田記念体育館）
- カノアラウレアーズ福岡（福岡県田川郡福智町 田川市総合体育館）
- フォレストリーヴズ熊本（熊本県熊本市 ナースパワーアリーナ）

## 試合方式
- レギュラーシーズン：11チームによるホーム&アウェイ方式全28試合。11チームによる2回総当たり20試合+任意の追加対戦8試合で、ホームゲームが14試合当たるようにする[3]。上位4チームがチャンピオンシップ進出。
  - 順位決定方法

  1. 勝率
  2. 勝ち点（3-0か3-1の勝利3点・敗戦0点、フルセットの勝利2点・敗戦1点）
  3. セット率
  4. 得失点率
  5. 当該チームの直接対決における成績（勝率→勝ち点→セット率→得失点率）
  6. 抽選（理事会が必要とした場合）
- チャンピオンシップ
  - ノックアウト方式で、セミファイナル、ファイナルとも1戦制を行う。
  - セミファイナルの組み合わせは、レギュラーシーズン1位対レギュラーシーズン4位、レギュラーシーズン2位対レギュラーシーズン3位とする。
  - 敗戦チームの順位決定戦は行わず、3-4位の成績はレギュラーシーズンの成績を基に決定

## 最終順位
| 順位 | チーム                   | 備考          |
| ---- | ------------------------ | ------------- |
| 1    | 信州ブリリアントアリーズ | レギュラー3位 |
| 2    | ブレス浜松               | レギュラー1位 |
| 3    | リガーレ仙台             | レギュラー2位 |
| 4    | フォレストリーヴズ熊本   | レギュラー4位 |
| 5    | カノアラウレアーズ福岡   |               |
| 6    | 倉敷アブレイズ           |               |
| 7    | JAぎふリオレーナ         |               |
| 8    | 東京サンビームズ         |               |
| 9    | ヴィアティン三重         |               |
| 10   | 広島オイラーズ           |               |
| 11   | アルテミス北海道         |               |

## 表彰
シーズン終了後、以下のように個人賞が発表された。

### 個人賞
| 賞の名称                       | 受賞者氏名               | 所属チーム名             | 記録    | 受賞回数 | 備考                         |
| ------------------------------ | ------------------------ | ------------------------ | ------- | -------- | ---------------------------- |
| シーズン優勝ヘッドコーチ賞     | 原秀治                   | 信州ブリリアントアリーズ |         | 初受賞   |                              |
| プレーオフMVP                  | 王美懿 (zh)              | 信州ブリリアントアリーズ |         | 初受賞   |                              |
| トップスコアラー               | 入江彩水                 | フォレストリーヴズ熊本   | 604得点 | 初受賞   | 最多得点                     |
| トップスパイカー               | 狩野亜衣                 | ブレス浜松               | 48.7%   | 初受賞   | アタック決定率               |
| トップサーバー                 | 王美懿                   | 信州ブリリアントアリーズ | 14.8%   | 初受賞   | サーブ効果率                 |
| トップブロッカー               | 上沢沙織                 | リガーレ仙台             | 0.76本  | 初受賞   | セット当たりブロック決定本数 |
| トップサーブレシーバー         | 西行米                   | ブレス浜松               | 72.7%   | 初受賞   | サーブレシーブ成功率         |
| レギュラーシーズンMVP          | レイレライニ・アンドラデ | ブレス浜松               |         | 初受賞   |                              |
| レギュラーシーズンベスト6      | 若泉佳穂                 | ブレス浜松               |         | 初受賞   |                              |
| レギュラーシーズンベスト6      | 入江彩水                 | フォレストリーヴズ熊本   |         | 初受賞   |                              |
| レギュラーシーズンベスト6      | レイレライニ・アンドラデ | ブレス浜松               |         | 初受賞   |                              |
| レギュラーシーズンベスト6      | 上沢沙織                 | リガーレ仙台             |         | 初受賞   |                              |
| レギュラーシーズンベスト6      | 山村涼香                 | 信州ブリリアントアリーズ |         | 初受賞   |                              |
| レギュラーシーズンベスト6      | 坂口莉乃                 | ブレス浜松               |         | 初受賞   |                              |
| レギュラーシーズンベストリベロ | 清和真奈美               | リガーレ仙台             |         | 初受賞   |                              |
| 最優秀新人賞                   | 狩野亜衣                 | ブレス浜松               |         | -        |                              |
| 最優秀フェアプレー賞           | 該当者なし               |                          |         |          |                              |
| MIP賞                          | 鈴木音                   | リガーレ仙台             |         | 初受賞   |                              |
| 最優秀育成クラブ賞             | 信州ブリリアントアリーズ |                          |         | 初受賞   |                              |
| 最優秀社会連携クラブ賞         | ブレス浜松               |                          |         | 初受賞   |                              |
| 特別表彰                       | 該当者なし               |                          |         |          |                              |
| 功労者表彰                     | 該当者なし               |                          |         |          |                              |